# Mordet på Gustav III
Mordet på Gustav III skedde den 16 mars 1792 då kapten Jacob Johan Anckarström sköt Sveriges kung Gustav III under en maskerad på operahuset i Stockholm. Ankarström var en del av en sammansvärjning av flera adelsmän som främst var upprörda över Ryska kriget samt att kungen genom Riksdagen 1789, och den där införda Förenings- och säkerhetsakten, hade utökat sin makt och stärkt de ofrälse stånden på adelns bekostnad. Sammansvärjningen kunde efter mordet snart avslöjas, och flera av dess deltagare dömdes till döden, även om samtliga, förutom Anckarström, fick sina straff mildrade. 
Kungen avled av skottskadan den 29 mars. Efter mordet blev Gustav III:s son Gustaf IV Adolf kung, men Sverige kom att styras av en förmyndarregering under hertig Karl och Gustaf Adolf Reuterholm fram till kronprinsens myndighetsförklaring.

## Sammansvärjningen
Hatet mot kungen hade länge vuxit sig starkt inom delar av adeln som ogillade kungens anfallskrig mot Ryssland samt kungens behandling av Anjalamännen och avrättningen av Johan Henrik Hästesko. Till detta kunde även läggas införandet av Förenings- och säkerhetsakten och hans agerande under Riksdagen 1789. Förenings- och säkerhetsakten utökade kungens makt, samt tog bort de flesta av adelns privilegier. Ofrälse kunde nu inneha de flesta ämbeten i riket, samt även köpa frälsejord. Kungen hade även förödmjukat adeln under riksdagen då han hade drivit ut dessa från rikssalen, för att sedan själv fatta klubban och driva igenom sin politik.
Under vintern 1791–1792 bildades en sammansvärjning inom adeln, vars syfte var att avsätta kungen och reformera regeringssättet. I centrum för sammansvärjningen stod av allt att döma generalen Carl Fredrik Pechlin i vars hem på Blasieholmen planerna på en revolutionär omstörtning drogs upp. De konstitutionella reformplanerna planerades i en krets bestående av Pechlin, bröderna Jacob och Johan von Engeström, Carl Pontus Lilliehorn och Johan Ture Bielke medan mordplanerna drogs upp i en mindre krets bestående av Jacob Johan Anckarström, Adolph Ribbing och Claes Fredrik Horn. Det är oklart i hur stor omfattning mordplanerna var kända. I den vidare kretsen av revolutionärt sinnade adelsmän ansåg man sig inte vilja vara delaktiga i ett kungamord, men var beredd att utnyttja situationen efter kungens undanröjande. 
Attentatet möjliggjordes av att Anckarström, Ribbing och Horn också drevs av ett personligt hat mot kungen. Flera gånger i januari 1792 gjorde Anckarström i komplott med Horn och Ribbing försök att genomföra mordplanerna, men utan resultat. 
En kväll i början av 1792 lyckades Anckarström och Horn osedda smyga sig fram utanför Gustav III:s fönster på Haga. Men i sin uppjagade sinnesstämning fick Horn för sig att kungen redan såg alldeles dödsblek ut. Skräcken inför denna syn smittade av sig på Anckarström, och de flydde båda från platsen. Horn berättade senare vid rättegången om hur de tydligt hade sett kungen "sittande i en soffa med flera böcker omkring sig, klädd i en vit rock eller puderskjorta i en liggande ställning, med ett anlete, som hos dem väckt en sådan förskräckelse, att de kastat sig tillbaka till det stället, där de haft sina hästar och begivit sig dädan".
En dag i januari 1792 kom de tre männen, på Horns gård Huvudsta, överens om att Anckarström skulle försöka skjuta kungen på teatern. Ribbing och Horn åtog sig att sörja för medbrottslingens familj ifall gärningsmannen skulle bli upptäckt. Anckarström sökte nu bara efter ett lämpligt tillfälle att verkställa mordet, men hindrades alltid av ogynnsamma omständigheter. Både han och Ribbing följde efter kungen till riksdagen i Gävle och lurade även där på sitt offer.
Senare föddes planerna på att genomföra ett attentat vid en offentlig maskeradbal på operan, först den 2 mars, och då detta visade sig vara olämpligt, den 9 mars. På kvällen den 9 mars blev det emellertid svår köld och endast få personer kom till maskeradbalen. De sammansvurna beslöt då att sätta sin plan i verket vid nästa operamaskerad, den 16 mars. Man var säker på att kungen skulle komma dit, eftersom det antagligen var den sista maskeraden för säsongen. Ribbing underrättade Carl Fredrik Pechlin om vad som var i görningen. Denne sade sig då ha möjlighet att samla flera regementen i Stockholm och med hjälp av dem och en mängd personer ur borgerskapet verkställa en revolution. På morddagen samlades en rad av de invigda i sammansvärjningen hemma hos Pechlin och började planera vad som skulle ske så snart kungen var undanröjd. Ribbing, Horn och Anckarström träffades på eftermiddagen och kom överens om att alla tre skulle infinna sig på maskeradbalen. Anckarström gick därefter hem till sin bostad, där han laddade två pistoler med kulor, hagel och spiknubb samt slipade en slaktarkniv som han försåg med en hulling i spetsen. Tillsammans med Horn begav han sig därefter till operan. Båda var klädda i svarta kappor, så kallade dominos och vita masker, som de tagit på sig i Anckarströms rum. En stund efter de två kom Ribbing till operan.

## Attentatet

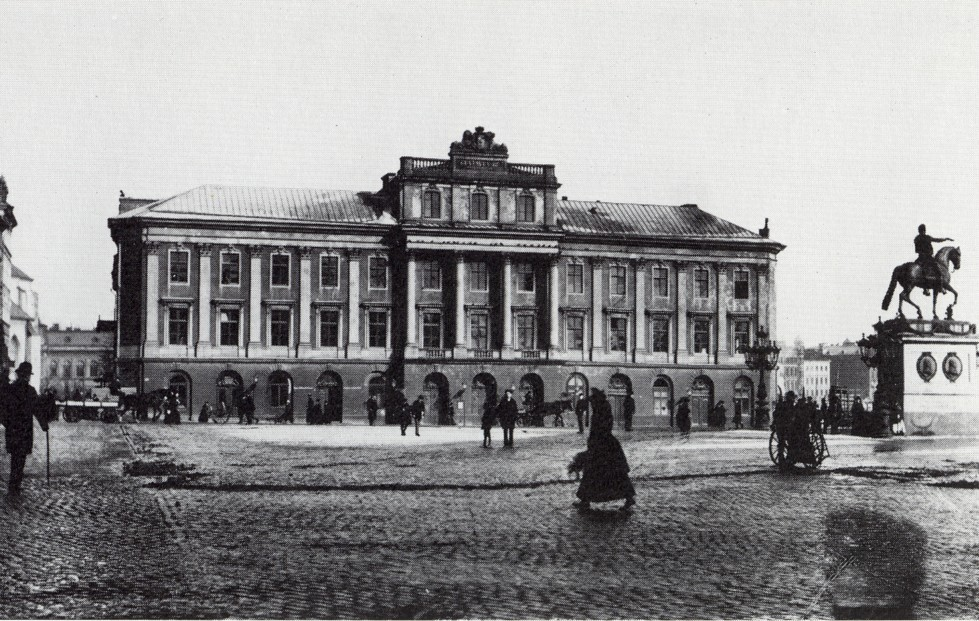
Gustavianska operahuset så som det såg ut på 1880-talet. I mitten syns det kolonner, bakom vilka, en trappa upp, Drabantsalen låg.

Kungen och några av hans vänner skulle äta en lättare supé på kvällen den 16 mars 1792, innan de skulle ansluta sig till maskeradbalen. Själva supén hölls i Operan, den tidigare numera rivna operan, i den så kallade Kungsvåningens Drabantsal, som låg en trappa upp i huset bakom de fyra höga mittkolonnerna på fasaden mot Norrmalmstorg (nuvarande Gustav Adolfs torg). De som närvarade vid supén, förutom kungen själv, var hovstallmästaren Hans Henric von Essen, som satt på kungens högra sida, vakthavande kaptenen Gustaf Löwenhielm, som satt på kungens vänstra sida, kammarjunkarna George de Besche och Carl Borgenstierna samt löjtnant Fredrik Gustaf Stiernblad satte sig ner på de övriga stolarna runt bordet.
 

Då supén närmade sig sitt slut kom kammarpagen Carl Magnus Tigerstedt med ett brev till kungen, som genast öppnade och läste det. Brevet var skrivet på franska, men i en översättning som gjordes efter mordet, löd inledningen: 
| ” | Till Konungen – i största ödmjukhet. Värdes tillåta at en okjänd hvars penna är ledsagad igenom granlagenhetens och samvetets röst vågar taga sig den frihet att underrätta Er, med all möjelig upriktighet, det personer gifvas, så väl i Provincerne som här i staden, som ej andas annat än hat och hämnd emot Eder; jämväl till den ytterlighet at vilja förkorta Edra dagar, genom hvad mord som hälst. an är högst förtretad se detta slå felt den sidsta masquerade men man är mycket glad at se en annan kungjord för idag. Rövarne älska intet lyktor: Det finnes intet mera tjenligt för Lönn-mord än natten och förklädningar. Jag vågar då anhålla hos Er, vid alt hvad heligt är i verlden, at upskjuta denna förbannade Bal, till de tider, som äro mera tjenlige för Eder så väl närvarande som tillkommande fördel... | „ |

Kungen stoppade brevet i fickan och frågade pagen vem som lämnat det. Efter desserten visade kungen brevet, som var Carl Pontus Lilliehorns anonyma varningsbrev, för von Essen som blev mycket upprörd. Enligt Löwenhielm bad von Essen kungen att inte gå ner till balen. Kungen svarade honom: "Skola de få tro, att jag är rädd?". von Essen bad då att kungen åtminstone skulle bära ett harnesk under sina kläder. Kungen undanbad sig detta, och klädde på sig sin mask, trekantiga hatt och den tunna venetianska sidenkappan. På bröstet var kungens ordensstjärnor fullt synliga.

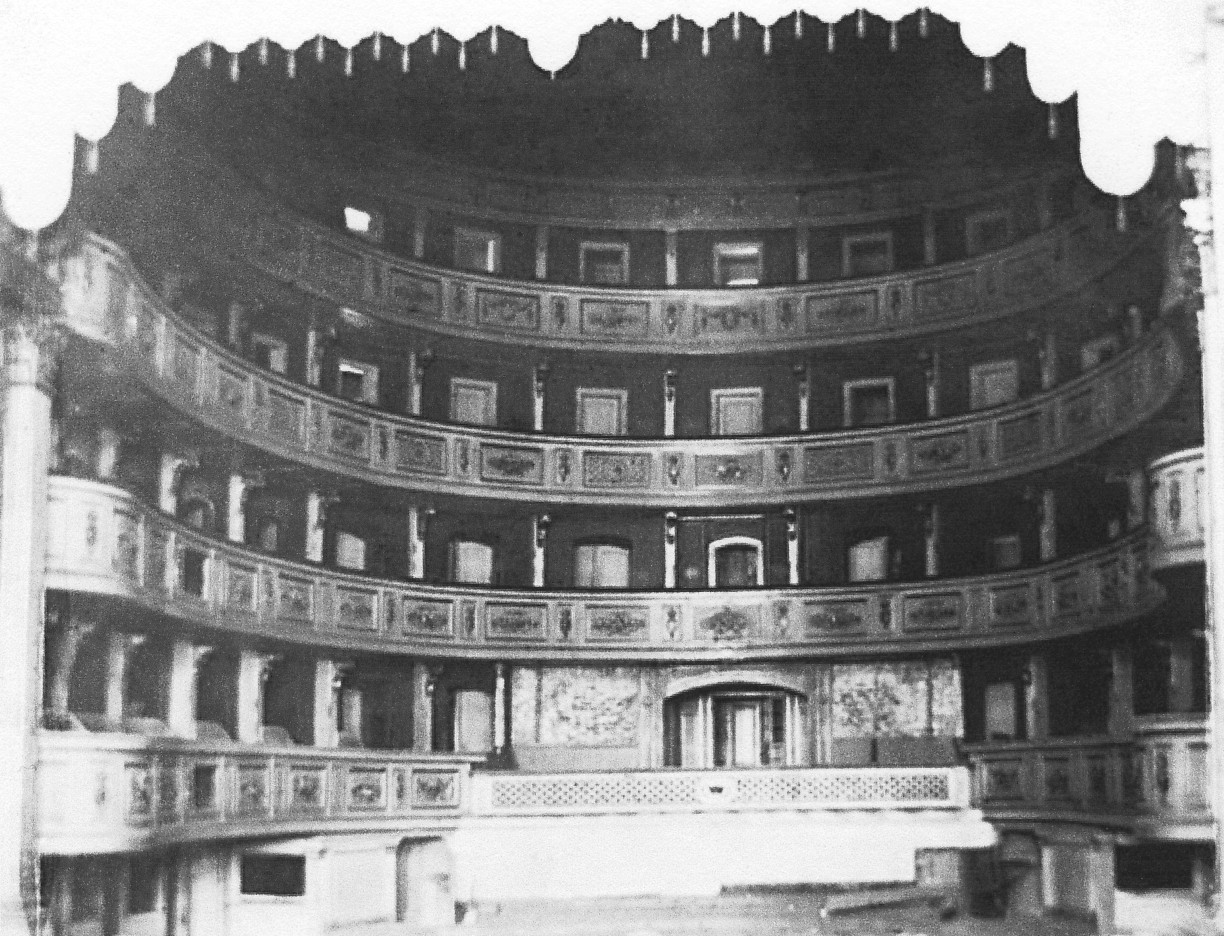
Salongen och raderna omkring 1890. Kungens loge fanns längst ner i mitten.

Dräkten Gustav III bar på maskeradbalen, utställd i det rum på Operan som kungen togs till efter attentatet, vilket kallades det lilla kabinettet. Detta rum finns återskapat i dagens operahus. Dräkten är idag utställd på Livrustkammaren i Stockholm.

Kungen ställde sig efter detta i ett fönster, det så kallade oxögat, där han hade full överblick över teatersalen, samtidigt som alla där ner lätt kunde se honom. Där stod han i nästan en kvart, innan han sade till von Essen att: "Nu hade varit tillfälle att skjuta! Kom, gå vi ned, maskeraden synes ju glad och trevlig."
Kungen gick, arm i arm, med von Essen på höger sida ner genom den kungliga logen, bort utefter den första raden och ut till foajén där de träffade kapten Carl Fredrik Pollet som var på väg hem. Kungen påbörjade ett samtal med Pollet samtidigt som de rörde sig mot scenen, varvid Pollet såg sig nödgad att följa med.
Orkestern, som spelade under överinseende av musikdirektör Johan Christoffer Kluth, hade redan spelat två menuetter och kommit till sjätte kontradansen. Klockan torde ha varit strax efter midnatt vid attentatsögonblicket. Från sin plats i orkestern såg hovtrumpetaren Örnberg hur kungen i höjd med kulisserna omringas av män i svarta kappor och vita masker.
De tre personer som var närmast kungen lämnade likartade redogörelser:

### Hans Henric von Essen
| ” | trängseln utmed Coulisserne närmast intill Theatren [hade] så tiltagit [att jag], dock utan at släppa Konungens arm, warit nödsakad gå framför Konungen, til höger utmed coulissen, at rödja rum, som dock ej kunde bättre lycka, än at [vi] nödgats stadna, och, genom [min] tilhjelp, at med den ledige armen bana wäg för Konungen, med största långsamhet skridit någre steg igenom folkhopen. I samma ögnablick [vi] då begynt småningom avancera, och hwarwid [vi] hunnit wid pass tre à fyra alnar ifrån sjelfwa Theatre-salen, hade [jag] hört et skott aflossas. [Jag] hade genast wänt [mig] om, för at se hwarifrån skottet kommit, då Konungen, som i det samma ropat: aj, kastat sig åt sidan, med yttrande, det han trodde, at han blifwit skjuten i ryggen. | „ |

### Carl Fredrik Pollet
| ” | när [vi] hunnit några alnar från Foyern, hade [vi] kommit uti en stark trängsel, då [jag] nödgades draga sig bakom Konungen, för at lämna Honom rum at passera. I det samma och under det Konungen beständigt haft hufwudet wänt tilbaka, för at tala med [mig], hade, wid det [vi] kommit at passera förbi första coulissen, skottet blifwit aflossat. Konungen hade hastigt ryckt på sidan, samt ropat: aj, aj, Je suis blessé; [jag ropade strax] at dörrarne skulle tilstängas, samt i sådant afseende skyndat [mig] åt ingången. [---] …den som skjutit, [hade] säkerligen stått nära bakom [mig], emedan skottet passerat tätt utmed [min] sida. | „ |

### Jacob Johan Anckarström
| ” | då Konungen, hwilken [jag] genast igenkändt, först gått fram åt sin stora Loge, samt derifrån åt den så kallade Foyeen, och då Konungen kommit tillbaka på Theatren, åtfölgd til höger af en Masque, och derwid gått nära [mig], hade, enär Konungen på ett ställe, där flere Masquer warit samlade, gått [mig] förbi, och [jag] kommit bakom ryggen på Konungen, tagit pistolen ur bröstfickan, satt den åt Konungens rygg, och aflossat, hwarwid Konungen med sagt utrop: Aj, aj, wänt sig til den honom följande Masquen. | „ |

### Skottet faller
Direkt efter att skottet föll ropar flera personer att ”Elden är lös”. Sannolikt var det en överenskommelse bland de sammansvurna för att orsaka förvirring och panik i salen. Kungen ledsagades till en närstående bänk av von Essen, dit flera officerare rusade. Essen släckte kungens kläder som hade börjat brinna av Anckarströms skott. Gustaf Löwenhielm berättade att kungen:
| ” | warit mycket blek och sagt: Je suis blessé – arretez lé! hwaruppå Capitainen Pollet genast ropat, at dörrarna skulle stängas. | „ |
| – | |   |

Dörrarna stängdes därefter omgående, och ingen panik utbröt. Kungen, som hela tiden var vid medvetande, sade efter ett tag: "Je me sens faible, conduisez-moi dans mes appartements!" (Jag känner mig svag, för mig till mina rum!). Han togs då upp till ett rum som kallades lilla kabinettet, där han kunde vila sig något. Han förbands provosoriskt av en tillkallad läkare. När kungens vagn kört fram och man skulle föra honom ned till den hade han krafter nog att resa sig och ta några steg. Men då tog smärtan och mattigheten överhand, och han fick sätta sig i en stol och bäras ned för trapporna. Gustav led mycket av vagnens skakning, men då den kommit fram till slottet och man skulle bära honom igen "antog han", enligt Hamilton:
| ” | en glad och lugn uppsyn, hälsade och tackade alla människor med vänlighet och talade med alla, som kommo i hans närhet, med den godhet och det behag, som han så väl förstod att använda, då han ville väcka deltagande eller hänförelse. | „ |
| – | |   |

Ganska omgående efter attentatet kom polismästaren Nils Henric Liljensparre till platsen. En avdelning soldater med påskruvade bajonetter hade också eftersänts och marscherade in i salen. De slog en ring kring publiken. Innan dörrarna stängdes och vakten hade blivit utplacerad hann mellan tolv och tjugo personer att ta sig ut ur byggnaden. Efter stängningen kom Carl Fredrik Horn fram till en vakt och önskade bli utsläppt. Generaladjutant Wilhelm Klingspor godkände att Horn fick lämna byggnaden. En lång man i mask, möjligen Ribbing, försökte lite senare också ta sig ut genom att nämna Klingspors namn, men försvann tillbaka in i rummet när vakten tänkte hämta Klingspor. Anckarström, å sin sida, insåg att han inte kunde komma ut och gömde den andra pistolen vid trapporna. Samtliga maskeradgäster blev tvungna att demaskera sig och vänta på att få sina namn antecknade innan de fick gå hem. Väntan blev lång och Anckarström var mycket trött. När det var dags för Anckarström att identifiera sig frågade Liljensparre hur han mådde.
En annan detalj som är tvivelaktig är uppgiften om att skottet ska ha avlossats precis mellan den trettonde och fjortonde takten i en specifik kontradans, "Plaisir de Grönsöö". Musikdirektör Johan Christoffer Kluth ska enligt traditionen ha hastigt ritat in en krumelur i sitt partitur när han hörde skottet. Denna uppgift publiceras emellertid först i Illustrerad Tidning 1858 och då med tillägget att musiken i samma stund avstannade, vilket flera vittnen från händelsen förnekar. Musiken fortsatte spela en bra stund efter attentatet.

### God afton, vackre mask
I skönlitteratur och populärvetenskap har attentatsögonblicket fått mer färg genom mer eller mindre sanningsenliga utsagor. En spridd uppfattning är att en av de sammansvurna strax före skottets avlossande ska ha sagt till kungen: "Bonsoir, beau masque!" (God afton, vackre mask!). Ingenting sådant framkommer i rannsakningsprotokollen i förhören med dem som stod i närheten av händelsen.
Ernst Ludwig Posselt gav redan 1792 ut en historia om Gustav III där han beskrev mordet. Denna bok kom 1810 ut i en svensk översättning. Här beskrivs hur greve Horn är den som närmar sig kungen, klappar honom på axeln och säger på svenska: "god natt, mask!". Detta skulle varit tecknet till Anckarström att skjuta.
Det är möjligt att det är detta "god natt, mask" som under 1800-talet utvecklats till "god afton, vackre mask" och dessutom översatts till franska.

## De första dygnen

Anckarströms mask och mordvapnen.

De sammansvurna hade förväntat sig att kungen skulle falla död ned och en allmän villervalla uppstå. Nu blev det i stället de själva som tappade besinningen. Någon revolution blev det därför inte av. Var och en sökte istället dölja sin delaktighet i mordplanen. Kungens vänner vidtog däremot genast försiktighetsåtgärder. Pålitliga trupper utrustades med skarpa skott, stadstullarna besattes med vakt, och patrullering anordnades på gatorna.
Mördaren hade kastat ifrån sig sina två pistoler – en avlossad och en laddad – samt den stora skarpslipade kniv med hulling som man hittat på golvet. Liljensparre lät följande morgon kalla till sig alla Stockholms pistolsmeder. En av dem kände igen de pistoler man hittat på golvet. Han hade 14 dagar tidigare lagat dem åt kapten Anckarström.
Anckarström arresterades redan nästa morgon. Han bekände sig skyldig redan vid första förhöret. I sin bekännelseskrift beskrev han hur han smög efter kungen, makade sig bakom honom och sköt av det fördömda skottet, släppte genast pistolen, förundrad över att ej se konungen falla, ville då sticka honom med kniven men bestört släppte den, gick fram om konungen och ropade: ’Ell’n är lös’! Ville gå ut men slapp intet ut, trodde, att rannsakning skulle ske, släppte den andra pistolen ovanför trapporna. Anckarström nekade dock i början envist till att några andra var medvetna om mordet. Men då han på frågor vilka han umgåtts med den senaste tiden hade svarat uppriktigt, kom greve Claes Horns namn upp, och via förhör med denne kom också greve Adolph Ribbing att nämnas.
Anckarström, Horn och Ribbing hade gått till maskeraden i sällskap. Via ytterligare utredningar och påtryckningar, bland annat där man lyckades knyta en rock, en så kallad syrtut, till greve Horn, samt ett känsloladdat förhör, där Liljesparre hade nämnt att han under en husrannsakan hos Anckarström fått tillfälle att träffa dennes barn. Han lovade att man skulle göra vad man kunde för att mildra dessas elände och så gott det gick dölja graden av deras fars brott. Då bröt Anckarström samman och utbrast Wisst äro Horn och Ribbing med i saken... Senare gav han en fullständig bekännelse och vid upptäckten att pistolerna som använts ägdes av Horn erkände snart också han. Ribbing var däremot av hårdare virke och hans erkännande dröjde.[källa behövs]
Nyheten spred sig även snabbt i staden och i Stockholms Posten kunde man den 19 mars läsa en större artikel om morden:
| ”                                         | Förliden fredag d. 16 mars 1792, kl. 3/4 till 12 om aftonen, då hans Kongl. Maj:t nyss var inkommen på maskeradbalen uti Kongl. Operahuset, hade en okänd mask infunnit sig uti trängseln af de masker, som samlat sig bakom konungen, och der aflossat en pistol hvars skott tagit ett stycke öfver venstra höften något ifrån ryggraden. | „ |
| – Stockholms Posten, 19 mars 1792, sid 5. | |   |

I takt med att utredningen breddades kom allt fler namn upp såsom Johan Ture Bielke, men innan han kunde rannsakas tog han gift den 22 mars 1792 och slöt den friherrliga grenen Bielke. Domen i Svea hovrätt löd att Bielke förverkat adeligt namn och värdighet samt att Ture Stenssons döda kropp skulle av skarprättaren utföras samt grävas i galgbacken neder.[källa behövs]

## Utredningen

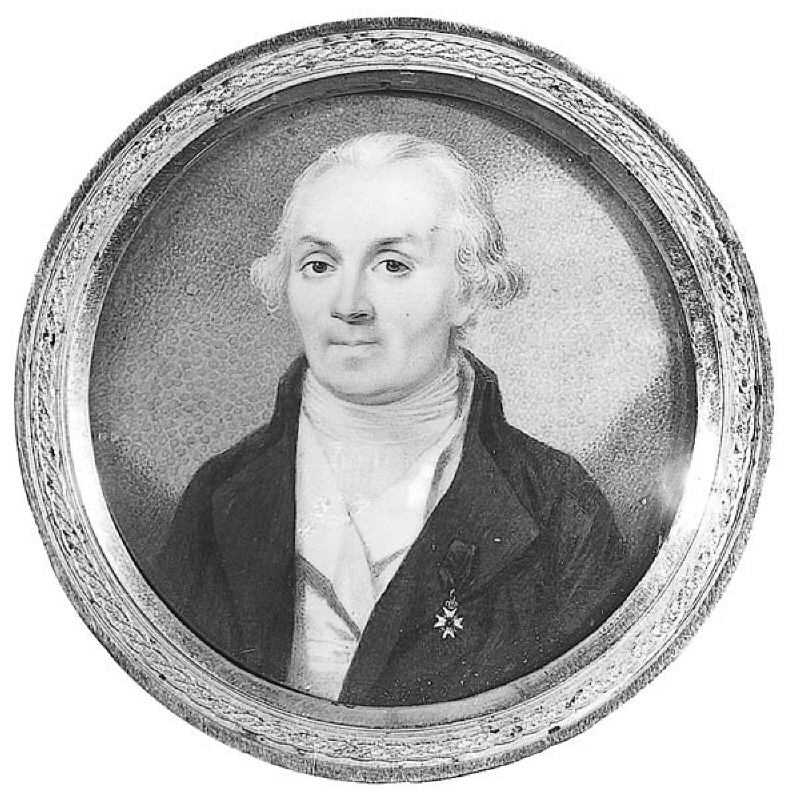
Polismästare Nils Henric Liljensparre, porträtt av Johan Erik Bolinder.

Polismästare Liljensparres utredning gick snabbt och effektivt. Man hade två bra spår att gå på vilka rullade upp de skyldiga från två håll, men effektiviteten var ändå slående. Det ena spåret var helt enkelt de pistoler knöts till Anckarström redan dagen efter dådet. Spår 2 var det varningsbrev som lämnats till kungen strax innan han sköts. Brevet som lämnats av en sockerbagardräng, ledde till överstelöjtnant Carl Pontus Lilliehorn. Hans påstående att han i sin tur fått veta det hela på anonym väg höll inte länge och då han väl arresterats började den djupt religiöse och ångerfulle Lilliehorns bekännelser snart flöda, och därigenom angavs många.
Utredningen gav alltså vid handen att Anckarström inte handlat endast på eget bevåg utan på uppdrag av flera andra konspiratörer av vilka general Carl Fredrik Pechlin påstods vara den ledande, även om denne emellertid benhårt nekade sin roll. I Pechlinska palatset på Blasieholmen i Stockholm hölls många middagar där de inblandade uppgav att saken diskuterats. Bland annat anordnades en middag 1792 där grevarna Horn och Ribbing samt kapten Anckarström smidde planer inför mordet på Gustav III. Även häradshövdingen Anders Nordell ansågs av samtiden ha legat bakom attentatsplanerna, då han ofta hade kritiserat Gustav III och kände Anckarström väl i egenskap av hans juridiska rådgivare. Nordell blev förhörd av polisen men friades i brist på bevis, men blev fråntagen sitt domarämbete. Ju mer man grävde desto fler namn dök upp, hatet mot Gustav III var stort hos svenska aristokratin. Ungefär när kungens brors, sedermera kung Karl XIII:s namn, dök upp i utredningen lades den ner av polismästaren.

## De dömda

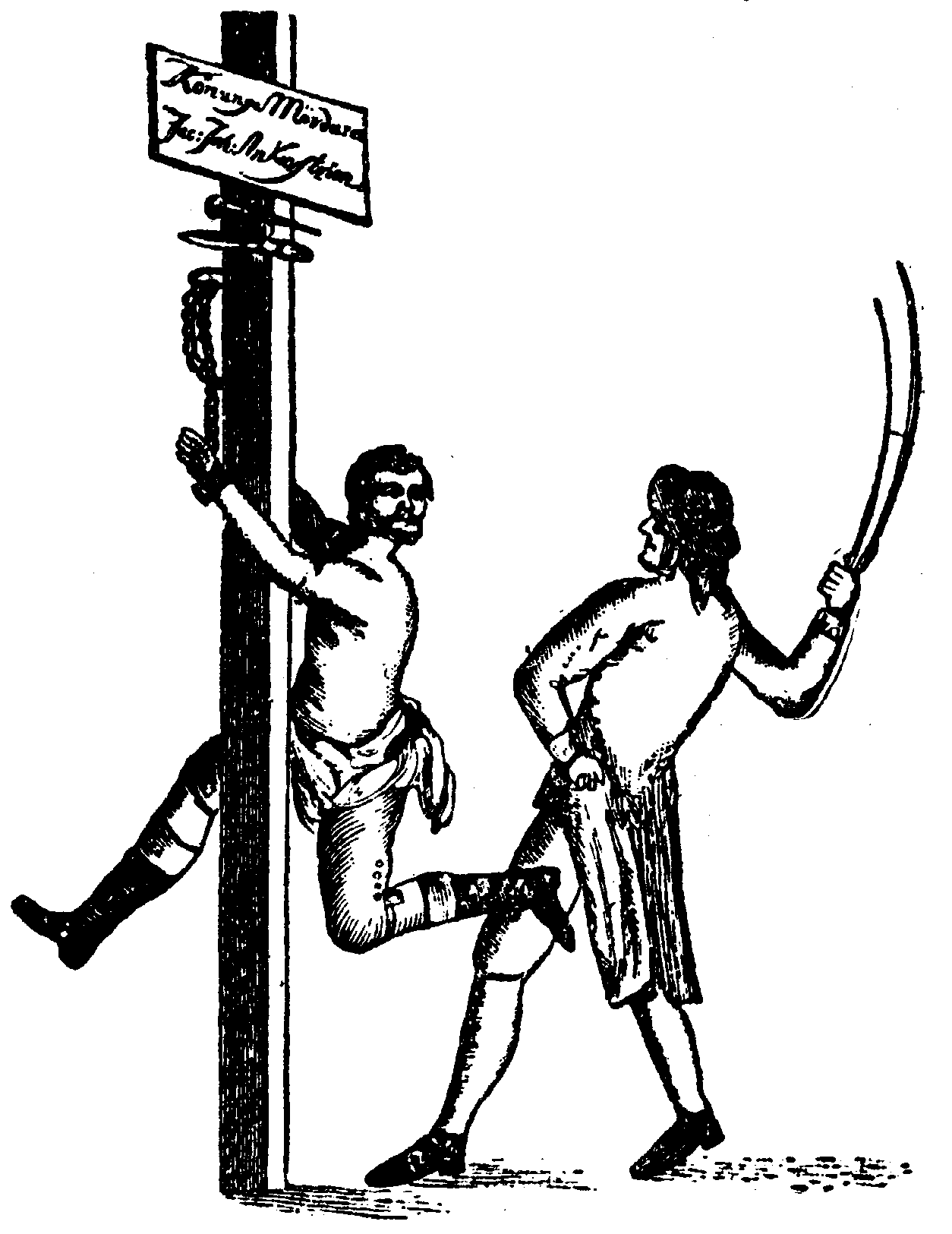
Anckarströms spöslitning (samtida teckning).

Man beslutade sig för att göra ett begränsat antal skyldiga men låta Anckarström få stå som syndabock inför folket, det statuerande exemplet. Både Adolph Ribbing och Claes Fredrik Horn dömdes till döden, men benådades och landsförvisades på livstid. Ribbing stod bland publiken och hurrade i Frankrike då den franske kungen Ludvig XVI avrättades. Ribbing hade då gjort sig ett namn som kungamördare. "Den vackre kungamördaren" kallades han, bland annat av Germaine de Staël – tidigare Germaine Necker.
Några andra medskyldiga hamnade på Karlstens fästning och Varbergs fästning (Pechlin) på livstid, men den egentliga listan hade kunnat göras lång. En av de medskyldiga var en av Pontus Liljehorns underlydande, en artilleriöverste vid namn Carl Fredrik Ehrensvärd. Han levde sedan i Danmark där han deltog i att utforma den norska konstitutionen, som genererade den norska nationaldagen 17 maj. 
Anckarström dömdes till skamstraff och dödsstraff: "jämte förlust av gods och ära även skall mista högra handen, halshuggas och steglas, sedan han likväl förut till straffets skärpande tre dagar å rad på särskilda stadens torg stått två timmar i halsjärn på schavott och därpå av bödeln med fem par spö blivit hudstruken".

## Begravningen
Gustav III:s begravning hölls den 14 maj 1792 i Riddarholmskyrkan.

## Folkvisa om mordet
I början på 1800-talet nedtecknades en visa I Kisa i Östergötland som kanske kan anses utvisa hur folket såg på mordet och de adliga sammansvurna.
Kung Gustaf försvann,

och död är väl han.

Välsignad hans lekamen den kalla.

Och änglarna i himmelen de fröjdas åt hans själ

och vänta uppå konungen alla.

I haven det väl hört?

De adeliga mördade Kung Gustaf.

Ock Anckarström försvann

och död är väl han.

Förbannad hans lekamen den kalla.

Och djävlarna i helvetet de fröjdas åt hans själ

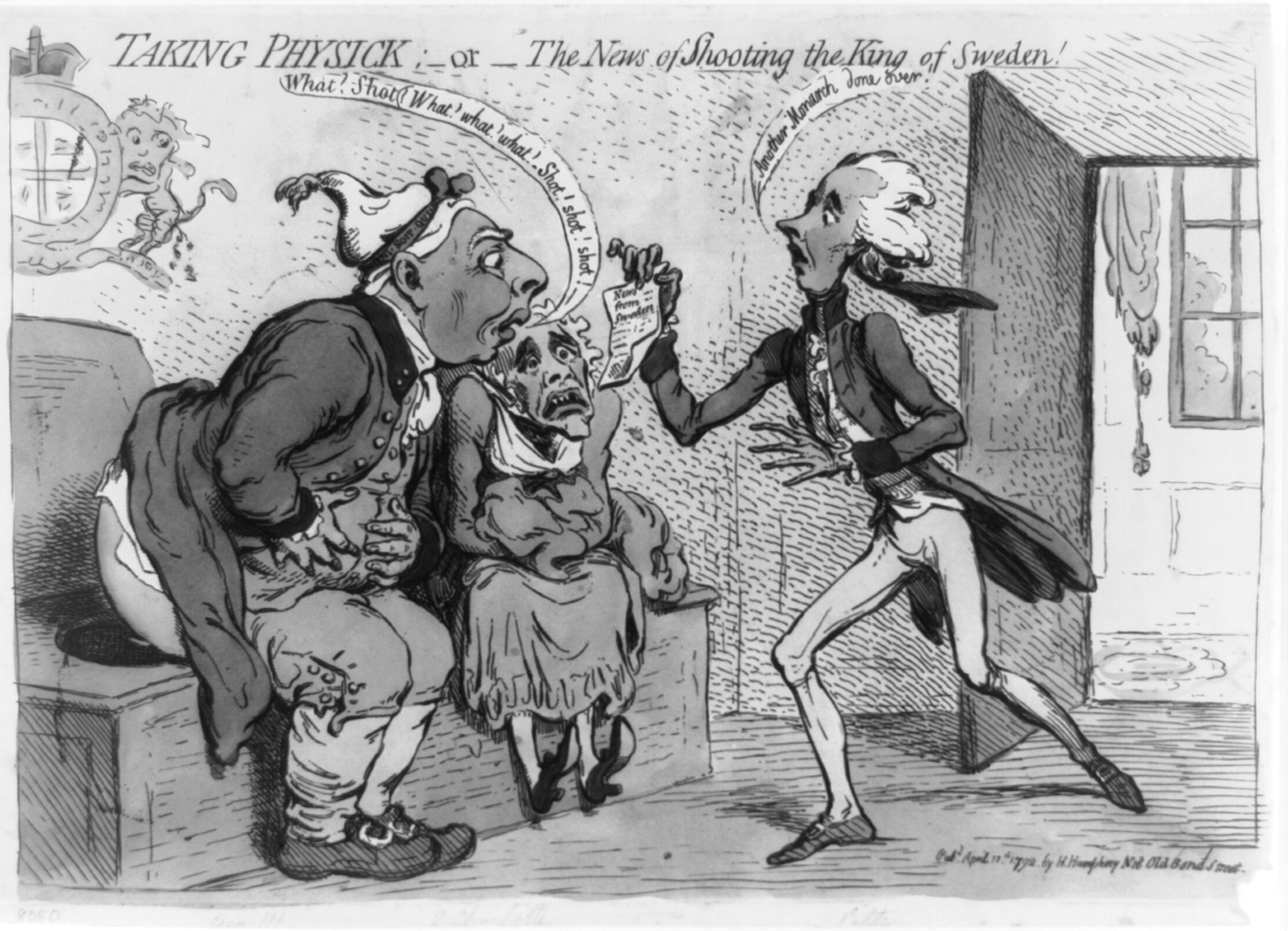
Karikatyr i engelsk press om mordet, där det engelska kungaparet hör talas om detta av premiärminister Pitt den yngre, av James Gillray.

och vänta uppå adelsmännen alla

I haven väl hört?

De adeliga mördade Kung Gustaf.

## Mordet på Gustav III i kulturella sammanhang
- Drottningens juvelsmycke av Carl Jonas Love Almqvist skildrar som en av romanens huvudhändelser attentatet och efterföljderna av mordet.
- Maskeradbalen (italienska Un ballo in maschera), en opera av Giuseppe Verdi om mordet.
- Maskeraden, ett kammarspel av Sven Delblanc.
- Sammansvärjningen, ett TV-drama av Olle Häger och Hans Villius.
- Stefan Andersson har skildrat händelserna kring mordet på konceptalbumet Teaterkungen.
- Karen Engelmann har skrivit romanen The Stockholm Octavo,[18] som skildrar en parallell, fiktiv komplott mot Gustav III. Boken gavs ut på engelska 2012 och kom i svensk översättning oktober 2013.
- Maskeradbalen den 16 mars 1792 utgör Point of Divergence (delningspunkt) i den alternativhistoriska romanen Från Sveavägen till Maskeradbalen av Erik Wallström (2021).

## Minnesmedalj

Medaljens frånsida.

En minnesmedalj av en okänd gravör slogs till minne av kungen och hans död. Den visar kungens urna omgiven av lager, ryktets gudinna Fama håller en lagerkrans över den. Urnan är omgiven av en trofégrupp och står på ett podium som visar mordet, vilket en putto pekar på. Överst står på latin "TAM MARTE QUAM MERCURIO" vilket på svenska blir "Både Mars och Mercurius". Vilket ska syfta till att kungen var stor både på krigets och fredens fält. Under mordscenen står på latin "HEU MALE PEREMTUS" vilket på svenska blir "Ack, den slagne". Underst står på latin "NATUS D. XXIII JAN. MDCCXXXXVI. SUCC. D. XI. FEB. MDCCLXXI. TRUCID: DE. XVI MART. MDCCXCII. OB. D. XXIX SUP. MENS. ET AN." vilket blir "Född den 23 januari 1746, konung den 11 februari 1771, skjuten den 16 mars 1792, död den 29 samma månad och år."

### Offentligt tryck
- Kongl. Maj:ts och Rikets Swea Hof-Rätts Protocoller uti Undersökningsmålet, rörande det, å Högstsalig Hans Maj:t Konung GUSTAF den III:dje, Glorwyrdigst i Åminnelse, föröfwade mord, samt hwad dermed gemenskap äger; hållne i Stockholm År 1792. Anders Zetterberg: Stockholm.:

https://play.google.com/books/reader?id=HdlXAAAAcAAJ&printsec=frontcover&output=reader&hl=sv&pg=GBS.PA1